# Protracheoniscus bugdajliensis
Protracheoniscus bugdajliensis är en kräftdjursart som beskrevs av Borutzkii 1975. Protracheoniscus bugdajliensis ingår i släktet Protracheoniscus och familjen Trachelipodidae. Inga underarter finns listade i Catalogue of Life.